# Omar Ennaffati
Omar Ennaffati (né le 6 avril 1980 à Toronto, dans la province de l'Ontario au Canada) est un joueur professionnel canado-hongrois de hockey sur glace. 

## Carrière de joueur
Né à Toronto au Canada d'un père marocain et d'une mère hongroise. Après une carrière junior dans la Ligue de hockey de l'Ontario, il joint les rangs de la East Coast Hockey League avec le Brass de la Nouvelle-Orléans. Après seulement une demi-saison complète, il décida de poursuivre ses études universitaires. Durant son séjour à l'université, il joua pour leur club de hockey.
Il s'envola par la suite en Hongrie pour y jouer deux saisons avec Alba Volán Székesfehérvár avant de rejoindre les Phoenix de Manchester pour la saison 2007-2008. En 2008-2009, il signe à l'ASG Tours en Ligue Magnus.

## Statistiques
| Saison    | Équipe                                   | Ligue           |    | Saison régulière | Saison régulière | Saison régulière | Saison régulière | Saison régulière |   | Séries éliminatoires | Séries éliminatoires | Séries éliminatoires | Séries éliminatoires | Séries éliminatoires |
| Saison    | Équipe                                   | Ligue           | PJ | B                | A                | Pts              | Pun              | PJ               | B | A                    | Pts                  | Pun                  |                      |                      |
| 1997-1998 | Centennials de North Bay                 | LHO             | 48 | 1                | 7                | 8                | 114              | -                | - | -                    | -                    | -                    |                      |                      |
| 1998-1999 | Centennials de North Bay                 | LHO             | 61 | 4                | 10               | 14               | 99               | 4                | 0 | 0                    | 0                    | 10                   |                      |                      |
| 1999-2000 | IceDogs de Mississauga                   | LHO             | 52 | 3                | 16               | 19               | 109              | -                | - | -                    | -                    | -                    |                      |                      |
| 1999-2000 | Grrrowl de Greenville                    | ECHL            | 3  | 1                | 0                | 1                | 0                | -                | - | -                    | -                    | -                    |                      |                      |
| 2000-2001 | Ice Dogs de Mississauga                  | LHO             | 65 | 11               | 29               | 40               | 104              | -                | - | -                    | -                    | -                    |                      |                      |
| 2000-2001 | Brass de la Nouvelle-Orléans             | ECHL            | 2  | 1                | 1                | 2                | 0                | 8                | 0 | 1                    | 1                    | 8                    |                      |                      |
| 2001-2002 | Brass de la Nouvelle-Orléans             | ECHL            | 31 | 6                | 5                | 11               | 34               | -                | - | -                    | -                    | -                    |                      |                      |
| 2001-2002 | X-Men de l'Université St. Francis Xavier | SIC             | 13 | 2                | 3                | 5                | 16               | -                | - | -                    | -                    | -                    |                      |                      |
| 2002-2003 | X-Men de l'Université St. Francis Xavier | SIC             | 28 | 9                | 11               | 20               | 62               | -                | - | -                    | -                    | -                    |                      |                      |
| 2003-2004 | X-Men de l'Université St. Francis Xavier | SIC             | 25 | 6                | 12               | 18               | 60               | -                | - | -                    | -                    | -                    |                      |                      |
| 2004-2005 | X-Men de l'Université St. Francis Xavier | SIC             | 27 | 8                | 11               | 19               | 54               | 2                | 1 | 1                    | 2                    | 0                    |                      |                      |
| 2004-2005 | Steelheads de l'Idaho                    | ECHL            | 3  | 0                | 0                | 0                | 2                | -                | - | -                    | -                    | -                    |                      |                      |
| 2005-2006 | Alba Volán Székesfehérvár                | Borsodi Liga    | 11 | 4                | 3                | 7                | 4                | 8                | 1 | 1                    | 2                    | 4                    |                      |                      |
| 2005-2006 | Alba Volán Székesfehérvár                | Interliga       | 24 | 2                | 0                | 2                | 2                | 7                | 0 | 1                    | 1                    | 31                   |                      |                      |
| 2006-2007 | Alba Volán Székesfehérvár                | Borsodi Liga    | 19 | 5                | 4                | 9                | 80               | -                | - | -                    | -                    | -                    |                      |                      |
| 2006-2007 | Alba Volán Székesfehérvár                | Interliga       | 22 | 2                | 3                | 5                | 37               | -                | - | -                    | -                    | -                    |                      |                      |
| 2007-2008 | Phoenix de Manchester                    | EIHL            | 60 | 10               | 20               | 30               | 115              | -                | - | -                    | -                    | -                    |                      |                      |
| 2008-2009 | ASG Tours                                | Ligue Magnus    | 25 | 3                | 5                | 8                | 28               | 2                | 0 | 0                    | 0                    | 0                    |                      |                      |
| 2009-2010 | Ferencváros TC                           | MOL Liga        | 8  | 3                | 6                | 9                | 8                | 1                | 0 | 0                    | 0                    | 12                   |                      |                      |
| 2009-2010 | Stars de Budapest                        | OB I. Bajnokság | 20 | 4                | 3                | 7                | 90               | -                | - | -                    | -                    | -                    |                      |                      |
| 2010-2011 | Real McCoys de Dundas                    | MLH             | 15 | 1                | 4                | 5                | 8                | 12               | 1 | 2                    | 3                    | 18                   |                      |                      |
| 2011-2012 | Real McCoys de Dundas                    | ACH             | 13 | 1                | 8                | 9                | 12               | 10               | 1 | 4                    | 5                    | 18                   |                      |                      |
| 2013-2014 | Real McCoys de Dundas                    | ACH             | 1  | 0                | 0                | 0                | 0                | -                | - | -                    | -                    | -                    |                      |                      |
| 2014-2015 | Real McCoys de Dundas                    | ACH             | 14 | 2                | 4                | 6                | 10               | 8                | 0 | 0                    | 0                    | 20                   |                      |                      |

## Carrière internationale
Il a représenté l'Équipe de Hongrie de hockey sur glace à 6 reprises. En 2008, il participe à ses premiers mondiaux et est l'un des artisans de la montée de la Hongrie en élite.
En juin 2008, il fait partie de la première équipe du Maroc de hockey sur glace avec laquelle il joue la Coupe arabe. Cette sélection ne remet pas en cause son précédent engagement : le Maroc n'est pas membre de la IIHF et la Coupe n'est pas reconnu comme compétition officielle.

## Trophées et honneurs personnels
- 2004-2005 : élu dans l'équipe d'étoiles du Sport interuniversitaire canadien.